# Азиатские храмули
Азиатские храмули (лат. Capoeta) — род карповых рыб, ранее объединяемых с африканскими храмулями VaricorhinusRüppell, 1835 (Берг, 1948). Распространены в пресных водоемах, в основном в реках бассейнов Чёрного, Каспийского, Мраморного, Средиземного морей, Оманского и Персидского заливов Аравийского моря, а также в бессточных водоемах Иранского нагорья и Туркменистана. Род включает более 20 видов, преимущественно, перифитонофагов, соскребающих перифитон при помощи заостренного рогового чехлика на нижней челюсти.
Азиатские храмули — эволюционные гексаплоиды (2n=150), то есть их геном состоит из трех диплоидных геномов . Исследование гена в мтДНК, кодирующего цитохром b, у двадцати видов и подвидов показало, что азиатские храмули — монофилетичная группа, возникшая, вероятно, путём аллополиплоидизации от тетраплоидных (2n=100) евразийских усачей рода Luciobarbus Heckel 1843 в среднем миоцене около 14 млн лет назад .

## Виды
- Capoeta aculeata (Valenciennes, 1844)
- Capoeta angorae (Hankó, 1925)
- Capoeta antalyensis (Battalgil, 1943)
- Capoeta baliki Turan, Kottelat, Ekmekçi & İmamoğlu, 2006
- Capoeta banarescui Turan, Kottelat, Ekmekçi & İmamoğlu, 2006
- Capoeta barroisi (Lortet, 1894)
- Capoeta bergamae M. S. Karaman (sr), 1969
- Capoeta buhsei Kessler, 1877
- Capoeta caelestis Schöter, Özuluğ & Freyhof, 2009
- Capoeta capoeta (Güldenstädt, 1773)
- Capoeta damascina (Valenciennes, 1842)
- Capoeta ekmekciae Turan, Kottelat, Kirankaya & Engin, 2006
- Capoeta erhani Turan, Kottelat & Ekmekçi, 2008
- Capoeta fusca A. M. Nikolskii, 1897
- Capoeta kosswigi M. S. Karaman (sr), 1969
- Capoeta mauricii Küçük, Turan, Şahin & Gülle, 2009
- Capoeta pestai (Pietschmann, 1933)
- Capoeta sevangi — Севанская храмуля (De Filippi, 1865)
- Capoeta sieboldii (Steindachner, 1864)
- Capoeta tinca (Heckel, 1843)
- Capoeta trutta (Heckel, 1843)
- Capoeta turani Özuluğ & Freyhof, 2008
- Capoeta umbla (Heckel, 1843)